# أورينبورغ

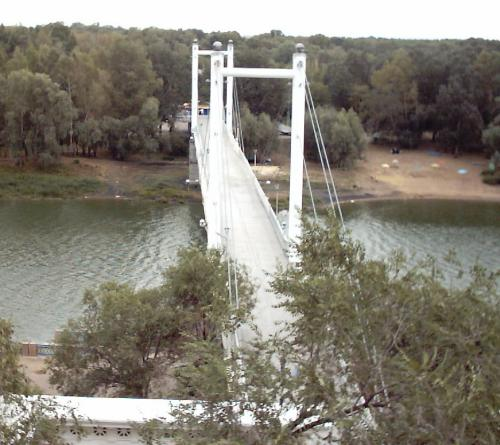
جسر اورينبورغ على نهر الأورال

أورينبورغ (بالروسية: Оренбург) هي إحدى مدن روسيا وعاصمة الكيان الفدرالي الروسي أورنبرغ أوبلاست. تقع مدينة أورنبورغ على بعد أكثر من 1500 كيلومتر عن موسكو في اتجاه الشرق بمنطقة جنوب الأورال القريبة من الحدود مع كازاخستان.
وتأسست المدينة عام 1743 كقلعة عسكرية وقاعدة لتحرك روسيا باتجاه آسيا الوسطى وكازاخستان، إنه تحرك ضد التوسع البريطاني المتجه من الهند إلى أفغانستان وآسيا الوسطى. فسعت روسيا لمنع التغلغل البريطاني على الحدود المتاخمة لها. وسرعان ما أصبحت هذه المدينة الروسية الجديدة ما عدا وظيفتها الدفاعية مركزا تجاريا هاما. وذلك بفضل موقعها الجغرافي الملائم وكونها نافذة تطل على بلدان آسيا الوسطى والشرق. وكان التجار الآسيويون يأتون إليها بالماشية ووبر الجمل وفرو الغنم والأحجار الكريمة وقماش الديباج. أما روسيا فكانت تنقل إليها الحبوب والمنسوجات الصوفية والقطنية والمعادن والأحجار شبه الكريمة والعسل والملح والأسماك.
في بداية القرن الحادي والعشرين أصبحت أورنبورغ بالفعل مدينة حضارية متطورة. ويتضح ذلك في العديد من مجالات الحياة: السياسية والاجتماعية والثقافية والاقتصادية. وحصل تحول حقيقي هنا في نهاية الستينات وبداية السبعينات من القرن الماضي مع اكتشاف النفط والغاز وما تبعه من صناعات تتعلق بهاتين المادتين الحيويتين، وتدفق للعمال من جميع أنحاء البلاد حيث فرص العمل كثيرة هنا. وهذا ما أدى إلى نهضة حيوية على جميع المستويات في هذه المدينة التي بلغ عدد سكانها حوالي 800 ألف نسمة. وتعمل إدارة المدينة على تعزيز وتقوية العلاقات بين مختلف الطوائف العرقية والدينية. كما تحتضن المدينة مجموعة من الكنائس الأرثوذكسية والكاثوليكية والمساجد الإسلامية، والمجال مفتوح فيها لمختلف المراكز والنشاطات الثقافية والدينية. إنها بالفعل مدينة أممية بسكانها مختلفي القوميات والديانات الذين عاشوا ويعيشون فيها يداً بيد منذ تأسيسها إلى يومنا الحالي.
ورينبورغ – مدينة روسية تقع على الحدود بين قارتي آسيا وأوروبا في جنوب جبال الأورال على نهر أورال عند التقائه بنهر ساكمارا. تبعد المدينة عن موسكو 1478 كم. وعدد سكانها يزيد عن نصف مليون نسمة. المدينة محور مهم وحيوي للنقل البري.

## نبذة عن تاريخ المدينة
تأسست المدينة في بداية الأمر عام 1735 لتكون قلعة لحماية الحدود الجنوبية الشرقية للدولة الروسية (حاليا مدينة أورسك).
ولكن لم يكن اختيار المكان صائبا لذا تقرر نقلها إلى موضع آخر عام 1941 (حاليا بلدة كراسنايا غوركا – التل الأحمر) وفي عام 1943 نقل مكان بناء المدينة مرة أخرى إلى موضعها الحالي.
أصبحت المدينة عام 1744 مركزا لمحافظة أورينبورغ المترامية الأطراف. لقد كان الهدف من إنشاء المدينة القلعة ليس فقط عسكريا بل وأيضا لتكون مركزاً للتعامل الاجتماعي – الاقتصادي مع شعوب الشرق لذلك فالمدينة هي مدينة عسكرية تجارية في نفس الوقت. ومنذ عام 1850 ولغاية 1881 كانت المدينة مركزا عسكريا.
لقد كانت المدينة إضافة لذلك مركزا تجارياً روسيّاً كبيراً للتعامل مع كازاخستان وآسيا الوسطى. ظهرت في المدينة صناعات مختلفة مثل الصناعات الغذائية والجلدية وغيرها. لقد أدى التطور الصناعي والعلاقات التجارية هذه إلى نمو وتطور المدينة وخاصة بعد ربطها بخط سكك الحديد مع مدينة سامارا عام 1877 الذي ساعد في نقل اللحوم الطازجة والمجمدة من المدينة إلى مدينتي بطرسبورغ وموسكو. في عام 1905 أنجز إنشاء خط سكك الحديد أورينبورغ – طشقند الذي فتح الطريق إلى آسيا الوسطى، مما جعلها تصبح محورا مهما للنقل البري. ولكونها أصبحت مركزا تجاريا كبيرا لذلك أنشأت فيها دار الضيافة ودور للمقايضة ودائرة للجمارك.
وللمدينة صفة ثالثة وهي كونها مدينة – سجن، حيث كان سجنا ومنفى للمعارضين السياسيين للسلطة القيصرية.

## الموقع
تقع المدينة على الحدود الفاصلة بين سهوب كازاخستان وأراضي بشكيريا وأصبحت بأمر من الإمبراطورة يليزافيتا بيتروفنا مركزا لقوزاق روسيا.
بعد ثورة أكتوبر عام 1917 انتقلت السلطة في المدينة خلال الحرب الأهلية من يد إلى يد لغاية عام 1919 حيث سيطرت قوات الجيش الأحمر على المدينة تماما ومنذ عام 1920 لغاية عام 1925 كانت عاصمة لجمهورية قرغيزيا (كازاخستان) السوفيتية الاشتراكية ذات الحكم الذاتي ضمن جمهورية روسيا السوفيتية. وفي عام 1934 أصبحت مركزا لمقاطعة أورينبورغ.
حملت المدينة منذ عام 1938 ولغاية عام 1957 اسم الطيار السوفيتي المشهور فاليري تشكالوف.
خلال الحرب الوطنية العظمى (1941 – 1945) كانت المدينة إحدى المدن التي نقلت إليها مجموعة كبيرة من المؤسسات الصناعية وعدد كبير من الناس المهاجرين من أماكن سكنهم بسبب الحرب. لقد كان هذا سبباً مهما في نمو وتطور المدينة وتوسعها.

## مدينة أورينبورغ الحالية
إن المدينة اليوم هي مركز لمقاطعة أورينبورغ وتربط آسيا بأوروبا ومركزا صناعيا وثقافيا وعلميا.

### الصناعة
لقد تطور قطاع صناعة الغاز بعد اكتشاف حقل ضخم للغاز بالقرب من المدينة، وإضافة لذلك تتمركز فيها صناعات بناء الماكينات والصناعات الكيمياوية والصناعات الغذائية وغيرها من الصناعات التي تفي بحاجة المنطقة بكاملها.

### التعليم
في مجال التعليم تحتل المدينة مركزا متقدما بين المدن الروسية بعدد المؤسسات التعليمية الموجودة فيها، حيث توجد في المدينة عددا من الجامعات الحكومية مثل جامعة أورينبورغ الحكومية وجامعة أورينبورغ الزراعية الحكومية وأكاديمية أورينبورغ الطبية الحكومية وغيرها إضافة إلى فروع للجامعات الحكومية والأهلية الأخرى. كما توجد في المدينة مجموعة من المعاهد المهنية المتوسطة.

### السياحة
تشتهر مدينة أورينبورغ بكثرة المتاحف الموجود فيها والتي تعكس تاريخ وتطور المدينة والمنطقة ومن هذه المتاحف – متحف تاريخ المقاطعة ومتحف الفنون الجميلة ومتحف تاريخ أورينبورغ وغيرها من المتاحف العديدة. كما فيها غاليرهات وقاعات للمعارض الفنية.
وتعمل في المدينة مجموعة من المسارح وقاعات للحفلات الموسيقية. إن كل مسرح من مسارح المدينة له ميزته وجمهوره الخاص. ومن هذه المسارح مسرح «بييرو» للدمى وهو مسرح حديث أسس في عام 1991 وتقام فيه كل عامين مهرجان المسرح العالمي. ومسرح المقاطعة الحكومي للدمى، تأسس المسرح عام 1935 ومسرح أورينبورغ الحكومي للدراما الذي تأسس عام 1905 ومسرح مكسيم غوركي للدراما الذي تأسس عام 1869. إضافة لذلك تعمل في المدينة الفيلهارمونيا.
والمدينة غنية بالآثار التاريخية والأماكن التي تستحق المشاهدة ومن هذه الأماكن جسر المشاة المشهور على نهر الأورال الذي يربط قارتي أوروبا وآسيا حيث تشير العلامة الموضوعة على الجسر إلى الحدود الرمزية بين القارتين. كما أن مركز المدينة التاريخي الذي يقع ضمن القلعة المبنية عام 1743 (بقيت منها بوابات المدينة) بوابة أورسك في الجانب الجنوبي الشرقي للمدينة وبوابة بيردسك (ساكمارسك) التي كانت تستخدم للدخول والخروج من القلعة وبوابة سامارا في الجانب الجنوبية من القلعة وكانت هي الأخرى تستخدم للدخول والخروج من القلعة وكذلك دار الضيافة (1749) وعنابر القوافل (1836).

### الديانات
تعتبر أورينبورغ مدينة ديانتين – الإسلام والمسيحية حيث توجد في المدينة 5 مساجد و 10 كنائس. وأورينبورغ هي أول مدينة روسية أسست فيها إدارة دينية للمسلمين وفيها مساجد تاريخية قديمة مثل مسجد رمضان ومسجد حسينية وكذلك كاتدرائيات وكنائس قديمة مثل كاتدرائية القديس سيرغي رادونيجسكي وكاتدرائية التجلي وقبة النواقيس وكنيسة دميتري ودير الثالوث الأقدس وغيرها.